# Lee Hye-in
Lee Hye-in (n. 15 ianuarie 1995, Ulsan, Coreea de Sud) este o scrimeră sud-coreeană, medaliată olimpică. A participat la o ediție a Jocurilor Olimpice (2020) în care a câștigat o medalie de argint.

## Participări
Lista de mai jos prezintă principalele competiții la care a participat Lee Hye-in de-a lungul carierei.
- Spadă feminin pe echipe la Jocurile Olimpice de vară din 2020[1]